# Запятая сверху
Запятая сверху (◌̓) — диакритический знак, используемый в некоторых индейских языках.

## Использование
Используется в языках кутенай, комокс, шусвап, лиллуэт, томпсон, хаисла, хейлцук-увикяла, квакиутль, нитинат и нутка для обозначения глоттализации или абруптивности.
Также используется в Американской фонетической транскрипции для обозначения глоттализации.